# Пољијаска (Ла Специја)
Пољијаска је насеље у Италији у округу Ла Специја, региону Лигурија.
Према процени из 2011. у насељу је живело 76 становника. Насеље се налази на надморској висини од 161 м.